# アラビア語の数詞
アラビア語の数詞（アラビアごのすうし）ではアラビア語の文法のうち、数詞について解説する。

## 全般

### 一人称・二人称・三人称、単数・双数・複数、男性・女性の区別と語形変化
アラビア語においては名詞・形容詞・動詞・人称代名詞・指示代名詞・関係代名詞などがその人称・数・性に合わせて語形変化する。数については単数形、双数形、複数形がある。
このうち単数と双数は数詞を用いずその語の単数形と双数形のみで表すのが一般的である。一方３以上ある数については数詞と組み合わせて表現する。

### 双数形
双数形については基本的に語尾をـَانِ（-āni, 主格）もしくはـَيْنِ（-ayni(=-aini), 属格・対格）にすれば良い。語によっては語末の文字を他の文字に置き換えた上で双数を示す語尾を添加する。

### 複数形
複数形は語尾にـُون（-ūna, 主格）もしくはـِينَ（-īna, 属格・対格）を添加する規則複数と語根は同じながら母音が異なったり語根以外の文字が添加されたりする不規則複数とに分かれる。
不規則複数は元の語形に応じてある程度の規則性があるため慣れると推測できるようになるが、不規則複数形の型は非常に多いため初学者は個別に暗記していくこととなる。

### 語尾にة（ター・マルブータ）がついている場合
ター・マルブータが語尾におかれる名詞の場合、人間の女性を指す場合は語末の結ばれたةをtの音価を持つ開かれたتにした上で双数形や女性規則複数語尾をつける。一方ター・マルブータがついていてもそれが物・事柄を指していたり男性を指していたりする場合は女性規則複数ではない不規則複数形の変化をする。

### 集合名詞とその単数の表し方
また名詞によっては集合体をあらわすものもあり、これを集合名詞と呼ぶ。たとえばشجر（shajar, シャジャル）だと木の集まりや木という存在をまとめて指すが、そうした集合名詞にも複数形はあり複数形のそのまた複数形に相当するものがしばしば用いられる。また集合名詞の単体はة（ター・マルブータ）を付加することにより示され、木の場合はشجرにةを足したشجرة（shajara(h), シャジャラ）が木の１本を意味する。
双数形や複数形は日本語話者の感覚的には存在しないように思われる語でも存在することがある。たとえば ماء （māʾ, マー(ッ), 水）は物質としては通常個数で数えられないものであるため集合名詞的に用いるが、異なる意味合いが持たされた場合には双数形・複数形も使われる。たとえば水源や水域という意味の مياه（miyāh, ミヤーフ）がその一例である。

### インド数字（アラビア語の数字）
アラブ世界ではアルファベットの一つ一つに数値を当てはめる字母数値の方式が取られていたが、インド方面から輸入された数字が導入されてからは後者に置き換わっていった。
現代においては数字についてインド由来のインド数字を用いるが、国によっては官公庁等が英語と同じアラビア数字を敢えて採用していることもある。
インド数字は右から左へ書くアラビア語文の中でそこだけ浮いており、左から右という逆方向に筆記する。しかし年号には右から左へ読み進め1の位→10の位→100の位→1000の位と読む方法もあるため、インド数字部分を通常とは逆の右から左へ読み上げる例外も存在する。
数字で表記した場合の位取りについては英語などと同様に３桁ごとの組に区切る方法が採用されている。なお、インド数字は123と書かれていても実際に読み上げる場合ではアラビア語的に100→接続詞→3→接続詞→20の順番となることが一般的である。これはそれ以上の大きい桁になっても同様で、たとえば123,000の場合は100→接続詞→3→接続詞→20→1000と読み上げることで1000が123個分すなわち123,000であることを示す。（なお年号については3→接続詞→20→接続詞→100の順番で音読されることが比較的多い。）

### 学校での教育
アラビア語フスハーにおける数の表現規則は日本語に比べると非常に複雑であり口語アラビア語（アーンミーヤ）では簡略化されている。そのためアラブ人であっても文語文法における数の規則は改めて学習する必要がある。
アラブ地域ではフスハーの細かい数詞文法や性の法則はアラビア語科目で履修するが、学習事項が多いため小学校で基礎、中学校で応用、高校で発展、といった具合に各課程に分けて次第に詳しいルールを覚えていく形となっている。
日常で使う口語における発音やルールとは違う上、数えられる対象となる名詞の格変化などを伴うため小・中・高のアラビア語授業数詞項目履修後であってもネイティブが間違えることが少なくない。

## 基数詞
「3つの-」というように数を添える場合、上で述べたように2つまでは名詞の単数形や双数形に変えるだけで1(2)人いる/1(2)つあることを示すのが一般的である。特に強調したい時はインド数字ではなく数字名称を意味するアラビア文字列を形容詞修飾の形で後続させる。
3つ以上では数える対象の名詞に数詞を添えるが、1の位に関しては数えられる対象となる名詞の性別と数詞の性別は逆転するという特徴がある（日本語学習書では対性や極性と訳されている）。たとえば数詞3の名称はثلاثة（thalātha(h), サラーサ） だが、これはター・マルブータがついた女性形であり男性名詞を数えるときに組み合わせて使われる。一方数えられる対象の名詞が単数形の場合は男性形の数詞ثلاث（thalāth, サラース）を使う。
ただしこの文法規則は諸外国の学習書では異なる説明をされていることが一般的で、アラブ式文法では女性形扱いをされているター・マルブータのついたثلاثة（thalātha(h), サラーサ）を男性形としていることが多い。
11～19については1の位部分と10の位部分の語末が常に対格の「a」で固定される。1の位は1と2が数える対象に性が一致・3～9が逆の性になる一方で、10の位は数える対象となる名詞と性が一致する（ただしعشرةは’asharata, アシャラタではなく’ashrata, アシュラタとش部分にあったaは取れ無母音化する）というあべこべな構造となっている。たとえば男性名詞に13という数詞を添えるときは ثلاثة عشر（thalāthata ʿashara, サラーサタ・アシャラ）になり、女性名詞であれば ثلاث عشرة （thalātha ʿashrata, サラーサ・アシュラタ）になる。
また11については1の位が単独で用いる数詞 واحد（wāḥid, ワーヒド）と異なる。12については اثنان/اثنتان 語末のنが取れた上で10の位と組み合わされ、かつ双数形の文法にのっとり主格の時と属格・対格の時とで語末の語形が異なる。
なお、10以外で10で割り切れる数、すなわち20、30、40、… 90そして100、1000、10000といった数には性の区別はない。
以下に基数の表を示す。なお、単語ごとの性別、および構文はアラビア語表記同様に右から記してある。構文の項における「〜の…活用」は規則活用として解釈した上での変化を便宜的にあらわしたもので、実際のそれぞれの数詞における双数形や複数形とは異なる。また、0は通常、名詞に付して個数や数量の表現に用いることはしないが、基数詞のひとつとして含めた。
| 算用 数字 | インド 数字 | 男性名詞に使われる形 | 男性名詞に使われる形 | 女性名詞に使われる形  | 女性名詞に使われる形 | 構文                                |
| 算用 数字 | インド 数字 | 綴り                 | 単語ごとの性別       | 綴り                  | 単語ごとの性別       | 構文                                |
| --------- | ----------- | -------------------- | -------------------- | --------------------- | -------------------- | ----------------------------------- |
| 0         | ٠           | صفر                  | 男                   |                       |                      | 物を0個と数えるためには使わない     |
| 1         | ١           | واحد                 | 男                   | واحدة                 | 女                   | 1                                   |
| 2         | ٢           | اثنان                | 男                   | اثنتان                | 女                   | 2                                   |
| 3         | ٣           | ثلاثة                | 女                   | ثلاث                  | 男                   | 3                                   |
| 4         | ٤           | أربعة                | 女                   | أربع                  | 男                   | 4                                   |
| 5         | ٥           | خمسة                 | 女                   | خمس                   | 男                   | 5                                   |
| 6         | ٦           | ستة                  | 女                   | ست                    | 男                   | 6                                   |
| 7         | ٧           | سبعة                 | 女                   | سبع                   | 男                   | 7                                   |
| 8         | ٨           | ثمانية               | 女                   | ثمان                  | 男                   | 8                                   |
| 9         | ٩           | تسعة                 | 女                   | تسع                   | 男                   | 9                                   |
| 10        | ١٠          | عشرة                 | 女                   | عشر                   | 男                   | 10                                  |
| 11        | ١١          | أحد عشر              | 男 < 男              | إحدى عشرة             | 女 < 女              | 10 < 1                              |
| 12        | ١٢          | اثنا عشر اثني عشر    | 男 < 男              | اثنتا عشرة اثنتي عشرة | 女 < 女              | 10 < 2                              |
| 13        | ١٣          | ثلاثة عشر            | 男 < 女              | ثلاث عشرة             | 女 < 男              | 10 < 3                              |
| 14        | ١٤          | أربعة عشر            | 男 < 女              | أربع عشرة             | 女 < 男              | 10 < 4                              |
| 15        | ١٥          | خمسة عشر             | 男 < 女              | خمس عشرة              | 女 < 男              | 10 < 5                              |
| 16        | ١٦          | ستة عشر              | 男 < 女              | ست غشرة               | 女 < 男              | 10 < 6                              |
| 17        | ١٧          | سبعة عشر             | 男 < 女              | سبع عشرة              | 女 < 男              | 10 < 7                              |
| 18        | ١٨          | ثمانية عشر           | 男 < 女              | ثماني عشرة            | 女 < 男              | 10 < 8                              |
| 19        | ١٩          | تسعة عشر             | 男 < 女              | تسع عشرة              | 女 < 男              | 10 < 9                              |
| 20        | ٢٠          | عشرون                | 男                   | 左に同じ              | 左に同じ             | 20（10の複数活用）                  |
| 21        | ٢١          | واحد وعشرون          | 男 < 男              | واحدة وعشرون          | 男 < 女              | 20（10の複数活用）< و < 1           |
| 22        | ٢٢          | اثنان وعشرون         | 男 < 男              | اثنتان وعشرون         | 男 < 女              | 20（10の複数活用）< و < 2           |
| 23        | ٢٣          | ثلاثة وعشرون         | 男 < 女              | ثلاث وعشرون           | 男 < 男              | 20（10の複数活用）< و < 3           |
| 24        | ٢٤          | أربعة وعشرون         | 男 < 女              | أربع وعشرون           | 男 < 男              | 20（10の複数活用）< و < 4           |
| 25        | ٢٥          | خمسة وعشرون          | 男 < 女              | خمس وعشرون            | 男 < 男              | 20（10の複数活用）< و < 5           |
| 26        | ٢٦          | ستة وعشرون           | 男 < 女              | ست وعشرون             | 男 < 男              | 20（10の複数活用）< و < 6           |
| 27        | ٢٧          | سبعة وعشرون          | 男 < 女              | سبع وعشرون            | 男 < 男              | 20（10の複数活用）< و < 7           |
| 28        | ٢٨          | ثمانية وعشرون        | 男 < 女              | ثمان وعشرون           | 男 < 男              | 20（10の複数活用）< و < 8           |
| 29        | ٢٩          | تسعة وعشرون          | 男 < 女              | تسع وعشرون            | 男 < 男              | 20（10の複数活用）< و < 9           |
| 30        | ٣٠          | ثلاثون               | 男                   | 左に同じ              | 左に同じ             | 30（3の複数活用）                   |
| 31        | ٣١          | واحد وثلاثون         | 男 < 男              | واحدة وثلاثون         | 男 < 女              | 30（3の複数活用）< و < 1            |
| 32        | ٣٢          | اثنان وثلاثون        | 男 < 男              | اثنتان وثلاثون        | 男 < 女              | 30（3の複数活用）< و < 2            |
| 33        | ٣٣          | ثلاثة وثلاثون        | 男 < 女              | ثلاث وثلاثون          | 男 < 男              | 30（3の複数活用）< و < 3            |
| 34        | ٣٤          | أربعة وثلاثون        | 男 < 女              | أربع وثلاثون          | 男 < 男              | 30（3の複数活用）< و < 4            |
| 35        | ٣٥          | خمسة وثلاثون         | 男 < 女              | خمس وثلاثون           | 男 < 男              | 30（3の複数活用）< و < 5            |
| 40        | ٤٠          | أربعون               | 男                   | 左に同じ              | 左に同じ             | 40（4の複数活用）                   |
| 50        | ٥٠          | خمسون                | 男                   | 左に同じ              | 左に同じ             | 50（5の複数活用）                   |
| 60        | ٦٠          | ستون                 | 男                   | 左に同じ              | 左に同じ             | 60（6の複数活用）                   |
| 70        | ٧٠          | سبعون                | 男                   | 左に同じ              | 左に同じ             | 70（7の複数活用）                   |
| 80        | ٨٠          | ثمانون               | 男                   | 左に同じ              | 左に同じ             | 80（8の複数活用）                   |
| 90        | ٩٠          | تسعون                | 男                   | 左に同じ              | 左に同じ             | 90（9の複数活用）                   |
| 100       | ١٠٠         | مائة                 | 女                   | 左に同じ              | 左に同じ             | 100                                 |
| 101       | ١٠١         | مائة وواحد           | 男 < 女              | مائة وواحدة           | 女 < 女              | 1 < و < 100                         |
| 102       | ١٠٢         | مائة واثنان          | 男 < 女              | مائة واثنتان          | 女 < 女              | 2 < و < 100                         |
| 103       | ١٠٣         | مائة وثلاثة          | 女 < 女              | مائة وثلاث            | 男 < 女              | 3 < و < 100                         |
| 104       | ١٠٤         | مائة وأربعة          | 女 < 女              | مائة وأربع            | 男 < 女              | 4 < و < 100                         |
| 105       | ١٠٥         | مائة وخمسة           | 女 < 女              | مائة وخمس             | 男 < 女              | 5 < و < 100                         |
| 110       | ١١٠         | مائة وعشرة           | 女 < 女              | مائة وعشر             | 男 < 女              | 10 < و < 100                        |
| 120       | ١٢٠         | مائة وعشرون          | 男 < 女              | 左に同じ              | 左に同じ             | 20（10の複数活用）< و < 100         |
| 130       | ١٣٠         | مائة وثلاثون         | 男 < 女              | 左に同じ              | 左に同じ             | 30（3の複数活用）< و < 100          |
| 140       | ١٤٠         | مائة وأربعون         | 男 < 女              | 左に同じ              | 左に同じ             | 40（4の複数活用）< و < 100          |
| 150       | ١٥٠         | مائة وخمسون          | 男 < 女              | 左に同じ              | 左に同じ             | 50（5の複数活用）< و < 100          |
| 200       | ٢٠٠         | مائتان               | 女                   | 左に同じ              | 左に同じ             | 200（100の双数形）                  |
| 300       | ٣٠٠         | ثلاثمائة             | 女                   | 左に同じ              | 左に同じ             | 300（100 < 3）                      |
| 400       | ٤٠٠         | أربعمائة             | 女                   | 左に同じ              | 左に同じ             | 400（100 < 4）                      |
| 500       | ٥٠٠         | خمسمائة              | 女                   | 左に同じ              | 左に同じ             | 500（100 < 5）                      |
| 1,000     | ١٠٠٠        | ألف                  | 男                   | 左に同じ              | 左に同じ             | 1000                                |
| 2,000     | ٢٠٠٠        | ألفان                | 男                   | 左に同じ              | 左に同じ             | 2000（1000の双数形）                |
| 3,000     | ٣٠٠٠        | ثلاثة آلاف           | 男 < 女              | 左に同じ              | 左に同じ             | 1000の複数形 < 3                    |
| 4,000     | ٤٠٠٠        | أربعة آلاف           | 男 < 女              | 左に同じ              | 左に同じ             | 1000の複数形 < 4                    |
| 5,000     | ٥٠٠٠        | خمسة آلاف            | 男 < 女              | 左に同じ              | 左に同じ             | 1000の複数形 < 5                    |
| 10,000    | ١٠٠٠٠       | عشرة آلاف            | 男 < 女              | 左に同じ              | 左に同じ             | 1000の複数形 < 10                   |
| 11,000    | ١١٠٠٠       | أحد عشر آلاف         | 男 < 男 < 男         | 左に同じ              | 左に同じ             | 1000の複数形 < （10 < 1）           |
| 12,000    | ١٢٠٠٠       | اثنا عشر آلاف        | 男 < 男 < 男         | 左に同じ              | 左に同じ             | 1000の複数形 < （10 < 2）           |
| 13,000    | ١٣٠٠٠       | ثلاثة عشر آلاف       | 男 < 男 < 女         | 左に同じ              | 左に同じ             | 1000の複数形 < （10 < 3）           |
| 14,000    | ١٤٠٠٠       | أربعة عشر آلاف       | 男 < 男 < 女         | 左に同じ              | 左に同じ             | 1000の複数形 < （10 < 4）           |
| 15,000    | ١٥٠٠٠       | خمسة عشر آلاف        | 男 < 男 < 女         | 左に同じ              | 左に同じ             | 1000の複数形 < （10 < 5）           |
| 100,000   | ١٠٠٠٠٠      | مائة ألف             | 男 < 女              | 左に同じ              | 左に同じ             | 1000の複数形 < 100                  |
| 1,000,000 | ١٠٠٠٠٠٠     | مليون                | 男                   | 左に同じ              | 左に同じ             | 100万（ラテン文字からの転写による） |

## 序数詞
序数における基数との大きな違いは、20以下においては男性名詞に付くものはあくまでも男性形に、女性名詞に付くものはあくまでも女性形になるという点である。したがって、いずれの桁も同じ性別が用いられることになる。
10以外で10で割り切れる数に性の区別がないのは基数と同様である。また、21以上で接続詞 و を伴う序数は、 و 以降に続く語の性の区別がなくなる。
以下に定冠詞 الـ を伴った形での序数の表を示す。なお、単語ごとの性別、および構文はアラビア語表記同様に右から記してある。また、構文の項における「-の…活用」は規則活用として解釈した上での変化を便宜的にあらわしたもので、実際のそれぞれの数詞における双数形や複数形とは異なる。構文上の個々の語における序数詞と基数詞の区別をするため、序数詞の形をとるものは「第-」とし、基数詞は数のみで表記した。
| 算用 数字 | インド 数字 | 男性名詞に使われる形 | 男性名詞に使われる形 | 女性名詞に使われる形 | 女性名詞に使われる形 | 構文                                |
| 算用 数字 | インド 数字 | 綴り                 | 単語ごとの性別       | 綴り                 | 単語ごとの性別       | 構文                                |
| --------- | ----------- | -------------------- | -------------------- | -------------------- | -------------------- | ----------------------------------- |
| 第1       | ١           | الأول                | 男                   | الأولى               | 女                   | 第1                                 |
| 第2       | ٢           | الثاني               | 男                   | الثانية              | 女                   | 第2                                 |
| 第3       | ٣           | الثالث               | 男                   | الثالثة              | 女                   | 第3                                 |
| 第4       | ٤           | الرابع               | 男                   | الرابعة              | 女                   | 第4                                 |
| 第5       | ٥           | الخامس               | 男                   | الخامسة              | 女                   | 第5                                 |
| 第6       | ٦           | السادس               | 男                   | السادسة              | 女                   | 第6                                 |
| 第7       | ٧           | السابع               | 男                   | السابعة              | 女                   | 第7                                 |
| 第8       | ٨           | الثامن               | 男                   | الثامنة              | 女                   | 第8                                 |
| 第9       | ٩           | التاسع               | 男                   | التاسعة              | 女                   | 第9                                 |
| 第10      | ١٠          | العاشر               | 男                   | العاشرة              | 女                   | 第10                                |
| 第11      | ١١          | الحادي عشر           | 男 < 男              | الحادية عشرة         | 女 < 女              | 10 < 第1                            |
| 第12      | ١٢          | الثاني عشر           | 男 < 男              | الثانية عشرة         | 女 < 女              | 10 < 第2                            |
| 第13      | ١٣          | الثالث عشر           | 男 < 男              | الثالثة عشرة         | 女 < 女              | 10 < 第3                            |
| 第14      | ١٤          | الرابع عشر           | 男 < 男              | الرابعة عشرة         | 女 < 女              | 10 < 第4                            |
| 第15      | ١٥          | الخامس عشر           | 男 < 男              | الخامسة عشرة         | 女 < 女              | 10 < 第5                            |
| 第16      | ١٦          | السادس عشر           | 男 < 男              | السادسة عشرة         | 女 < 女              | 10 < 第6                            |
| 第17      | ١٧          | السابع عشر           | 男 < 男              | السابعة عشرة         | 女 < 女              | 10 < 第7                            |
| 第18      | ١٨          | الثامن عشر           | 男 < 男              | الثامنة عشرة         | 女 < 女              | 10 < 第8                            |
| 第19      | ١٩          | التاسع عشر           | 男 < 男              | التاسعة عشرة         | 女 < 女              | 10 < 第9                            |
| 第20      | ٢٠          | العشرون              | 男                   | 左に同じ             | 左に同じ             | 第20（第（10の複数活用））          |
| 第21      | ٢١          | الحادي والعشرون      | 男 < 男              | الحادية والعشرون     | 男 < 女              | 第20（第（10の複数活用））< و < 第1 |
| 第22      | ٢٢          | الثاني والعشرون      | 男 < 男              | الثانية والعشرون     | 男 < 女              | 第20（第（10の複数活用））< و < 第2 |
| 第23      | ٢٣          | الثالث والعشرون      | 男 < 男              | الثالثة والعشرون     | 男 < 女              | 第20（第（10の複数活用））< و < 第3 |
| 第24      | ٢٤          | الرابع والعشرون      | 男 < 男              | الرابعة والعشرون     | 男 < 女              | 第20（第（10の複数活用））< و < 第4 |
| 第25      | ٢٥          | الخامس والعشرون      | 男 < 男              | الخامسة والعشرون     | 男 < 女              | 第20（第（10の複数活用））< و < 第5 |
| 第26      | ٢٦          | السادس والعشرون      | 男 < 男              | السادسة والعشرون     | 男 < 女              | 第20（第（10の複数活用））< و < 第6 |
| 第27      | ٢٧          | السابع والعشرون      | 男 < 男              | السابعة والعشرون     | 男 < 女              | 第20（第（10の複数活用））< و < 第7 |
| 第28      | ٢٨          | الثامن والعشرون      | 男 < 男              | الثامنة والعشرون     | 男 < 女              | 第20（第（10の複数活用））< و < 第8 |
| 第29      | ٢٩          | التاسع والعشرون      | 男 < 男              | التاسعة والعشرون     | 男 < 女              | 第20（第（10の複数活用））< و < 第9 |
| 第30      | ٣٠          | الثلاثون             | 男                   | 左に同じ             | 左に同じ             | 第30（第（3の複数活用））           |
| 第31      | ٣١          | الحادي والثلاثون     | 男 < 男              | الحادية والثلاثون    | 男 < 女              | 第30（第（3の複数活用））< و < 第1  |
| 第32      | ٣٢          | الثاني والثلاثون     | 男 < 男              | الثانية والثلاثون    | 男 < 女              | 第30（第（3の複数活用））< و < 第2  |
| 第33      | ٣٣          | الثالث والثلاثون     | 男 < 男              | الثالثة والثلاثون    | 男 < 女              | 第30（第（3の複数活用））< و < 第3  |
| 第34      | ٣٤          | الرابع والثلاثون     | 男 < 男              | الرابعة والثلاثون    | 男 < 女              | 第30（第（3の複数活用））< و < 第4  |
| 第35      | ٣٥          | الخامس والثلاثون     | 男 < 男              | الخامسة والثلاثون    | 男 < 女              | 第30（第（3の複数活用））< و < 第5  |
| 第40      | ٤٠          | الأربعون             | 男                   | 左に同じ             | 左に同じ             | 第40（第（4の複数活用））           |
| 第50      | ٥٠          | الخمسون              | 男                   | 左に同じ             | 左に同じ             | 第50（第（5の複数活用））           |
| 第60      | ٦٠          | الستون               | 男                   | 左に同じ             | 左に同じ             | 第60（第（6の複数活用））           |
| 第70      | ٧٠          | السبعون              | 男                   | 左に同じ             | 左に同じ             | 第70（第（7の複数活用））           |
| 第80      | ٨٠          | الثمانون             | 男                   | 左に同じ             | 左に同じ             | 第80（第（8の複数活用））           |
| 第90      | ٩٠          | التسعون              | 男                   | 左に同じ             | 左に同じ             | 第90（第（9の複数活用））           |
| 第100     | ١٠٠         | المائة               | 女                   | 左に同じ             | 左に同じ             | 第100（第（100））                  |

## 分数
アラビア語における分数は文法上では名詞に分類され、それぞれの 1/n にあたる名詞は、その分母となる数詞の語根名詞形をとる。分子はその 1/n がいくつあるという数量表現をもって示される。たとえば 2/3 であれば 1/3 を意味する名詞は分母3のアラビア語である ثلاثة の語根 ثلث を双数形にした ثلثان であらわされ、 3/4 であれば分母4のアラビア語である أربعة の語根 ربع で 1/4 があらわされるため、この複数形 أرباع を用い、それが3つあるわけであるから ثلاثة أرباع と表現される。
このため、数学的にみればアラビア語における分数の表現は、つねに m(1/n) という数式をもってなされているといえる。また、文法的には、語根を基本形と解釈するのであれば、 1/10 を基準にし、整数はその派生形であるということもできる。ただし、 1/2 は「半分」を意味する نصف という語を用いる。
語根からなる単数形と、その複数形は次のような語形となる。なお、主格非限定を例示し、語末母音はダンマのタンウィーンであらわしてある。
|  |  |  |
|  |  |  |
|  |  |  |

|  |  |  |  |  |
|  |  |  |  |  |
|  |  |  |  |  |

|  |  |  |
|  |  |  |
|  |  |  |

分数表現はさまざまな場面で用いられ、たとえば日本語でも日常的によく使われる「1時間半」といった表現同様に ساعة ونصف のように使われる。また15分を1/4時間 ربع ساعة と、250グラムを1/4キロ ربع كيلو とあらわす。なお「ケーキを半分に分ける」というような場合、 نصف は双数形の نصفان （文法上は属格となるので実際の文章では نصفين の形をとる）を使う。これは、分けられたケーキは「半分」となったものが2つできるからである。
分数の分母は名詞として扱われるため、基数詞や序数詞とは異なり、つねに修飾される語と同じ性別が用いられる。また分子は分母の数量となるために基数詞となる。したがって性別の入れ替わりが起きる。
以下に分数の表を示す。3/3、4/4など、1と等しいもの、2/4、2/6など約分できるものが使われることは少ないが、文法上の表現として含めた。また、一般に分母が1となる表現を用いることはないが、参考までにこれも掲げる。
| 算用数字による 分数表記 | 男性名詞に使われる形 | 男性名詞に使われる形 | 女性名詞に使われる形 | 女性名詞に使われる形 | 構文             |
| 算用数字による 分数表記 | 綴り                 | 単語ごとの性別       | 綴り                 | 単語ごとの性別       | 構文             |
| ----------------------- | -------------------- | -------------------- | -------------------- | -------------------- | ---------------- |
| 1/1                     | وحد                  | 男                   | وحدة                 | 女                   | ‐                |
| 1/2                     | نصف                  | 男                   | نصفة                 | 女                   | 半分             |
| 2/2                     | نصفان                | 男                   | ‐                    | ‐                    | 半分の双数形     |
| 3/2                     | ثلاثة أنصاف          | 男 < 女              | ‐                    | ‐                    | 半分の複数形 < 3 |
| 4/2                     | أربعة أنصاف          | 男 < 女              | ‐                    | ‐                    | 半分の複数形 < 4 |
| 1/3                     | ثلث                  | 男                   | ثلثة                 | 女                   | 1/3              |
| 2/3                     | ثلثان                | 男                   | ‐                    | ‐                    | 1/3の双数形      |
| 3/3                     | ثلاثة أثلاث          | 男 < 女              | ‐                    | ‐                    | 1/3の複数形 < 3  |
| 4/3                     | أربعة أثلاث          | 男 < 女              | ‐                    | ‐                    | 1/3の複数形 < 4  |
| 1/4                     | ربع                  | 男                   | ربعة                 | 女                   | 1/4              |
| 2/4                     | ربعان                | 男                   | ‐                    | ‐                    | 1/4の双数形      |
| 3/4                     | ثلاثة أرباع          | 男 < 女              | ‐                    | ‐                    | 1/4の複数形 < 3  |
| 4/4                     | أربعة أرباع          | 男 < 女              | ‐                    | ‐                    | 1/4の複数形 < 4  |
| 1/5                     | خمس                  | 男                   | خمسة                 | 女                   | 1/5              |
| 2/5                     | خمسان                | 男                   | ‐                    | ‐                    | 1/5の双数形      |
| 3/5                     | ثلاثة أخماس          | 男 < 女              | ‐                    | ‐                    | 1/5の複数形 < 3  |
| 4/5                     | أربعة أخماس          | 男 < 女              | ‐                    | ‐                    | 1/5の複数形 < 4  |
| 5/5                     | خمسة أخماس           | 男 < 女              | ‐                    | ‐                    | 1/5の複数形 < 5  |
| 1/6                     | سدس                  | 男                   | سدسة                 | 女                   | 1/6              |
| 2/6                     | سدسان                | 男                   | ‐                    | ‐                    | 1/6の双数形      |
| 3/6                     | ثلاثة أسداس          | 男 < 女              | ‐                    | ‐                    | 1/6の複数形 < 3  |
| 1/7                     | سبع                  | 男                   | سبعة                 | 女                   | 1/7              |
| 2/7                     | سبعان                | 男                   | ‐                    | ‐                    | 1/7の双数形      |
| 3/7                     | ثلاثة أسباع          | 男 < 女              | ‐                    | ‐                    | 1/7の複数形 < 3  |
| 1/8                     | ثمن                  | 男                   | ثمنة                 | 女                   | 1/8              |
| 2/8                     | ثمنان                | 男                   | ‐                    | ‐                    | 1/8の双数形      |
| 3/8                     | ثلاثة أثمان          | 男 < 女              | ‐                    | ‐                    | 1/8の複数形 < 3  |
| 1/9                     | تسع                  | 男                   | تسعة                 | 女                   | 1/9              |
| 2/9                     | تسعان                | 男                   | ‐                    | ‐                    | 1/9の双数形      |
| 3/9                     | ثلاثة أتساع          | 男 < 女              | ‐                    | ‐                    | 1/9の複数形 < 3  |
| 1/10                    | عشر                  | 男                   | عشرة                 | 女                   | 1/10             |
| 2/10                    | عشران                | 男                   | ‐                    | ‐                    | 1/10の双数形     |
| 3/10                    | ثلاثة أعشار          | 男 < 女              | ‐                    | ‐                    | 1/10の複数形 < 3 |

日本語でも1を越える分数をあらわすとき「ひとつと半分」のようにいうが、アラビア語でも同様であり、仮分数ではなく帯分数として表現することもできる。この場合、接続詞 و を用いて分数と基数をつなぐ。ただし修飾される名詞の数量が一過、すなわち1+(m(<n)/n)、もしくは二過、すなわち2+(m(<n)/n)であるときは名詞の単数形ないし双数形に接続詞 و を用いて分数を続ける。